# Арковий міст

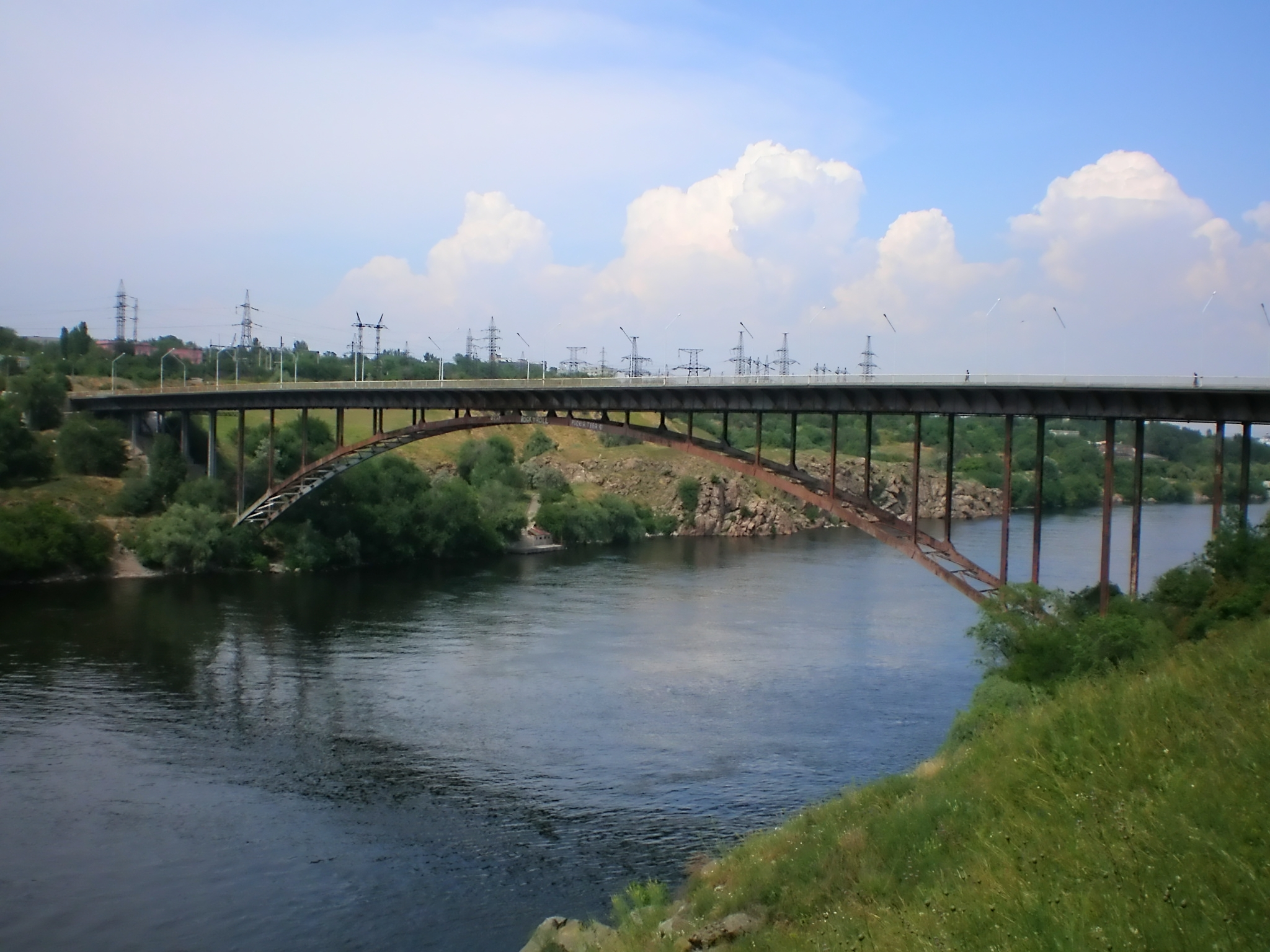
Арковий міст через Дніпро в Запоріжжі. 1955.

Арковий міст — міст, основною конструкцією прогонових будов якого є арка або склепіння. Характерними особливостями аркових мостів є те, що вони передають на підпори як вертикальні, так і горизонтальні зусилля (розпір), а також робота арок переважно на стиск. Будують і безрозпірні аркові мости, де горизонтальні зусилля сприймають спеціальні елементи (затяжки). Аркові мости роблять залізобетонними або сталевими. За розміщенням проїзду відносно арок відрізняють прогонові будови аркових мостів з їздою вгорі, посередині, внизу. Роблять здебільшого аркові мости з проїзною частиною вгорі. В Україні одним з найбільших аркових мостів є міст через Дніпро в Запоріжжі (завдовжки 228 м). Найдовшим в світі арковим мостом є міст Чаотяньмень в Китаї.